# キム・ハヌル (ゴルファー)
キム・ハヌル（ハングル：김 하늘、漢字：金 하늘、英語：Kim Ha-neul、1988年12月17日 - ）は、大韓民国京畿道出身の元女子プロゴルファーである。所属はハイト眞露。

## 来歴
12歳でゴルフを始める。
ジュニア時代は代表常備軍（ナショナルチーム候補生）入りは果たせなかったが、2005年アマチュアとして出場した「韓国女子オープン」で13位タイとなり、注目を集める。
高校3年生だった2006年、韓国女子プロゴルフ協会（KLPGA）入会。翌2007年に新人王を獲得した。     
2008年「フェニックスパーククラシック」でKLPGAツアー初優勝。同年は同大会を含めて3勝。     
2009年ユン・チェヨン等と共に初代「KLPGA広報モデル」に選出、2014年まで6年連続で選出された。（KLPGA広報モデルは前年度KLPGAツアー年間獲得賞金ランキング60位以内の選手から10名程度選出される）     
2011年メジャー大会「ハイト眞露チャンピオンシップ」を含む3勝、2012年1勝を挙げ、2年連続KLPGAツアー賞金女王となる。2013年1勝。
韓国ツアー参戦中に日本女子プロゴルフ協会（JLPGA）の試合をテレビ観戦し、『私は日本ツアーで試合をすればもっとレベルアップできる』と考えて、JLPGAツアー挑戦を決意。2014年にJLPGAファイナルクォリファイングトーナメントに進出して14位に入り、同ツアー参加資格を得る。
2015年、TPD単年登録者として（呼称は当時）JLPGAツアーに参戦。参戦当初は日本と韓国のゴルフコースのレイアウトの違いに苦しみ、思うように力を発揮出来なかったが、同年9月「マンシングウェアレディース東海クラシック」でJLPGAツアー初優勝。年間獲得賞金ランキング（賞金ランク）23位となり自身初のシード入り。
2016年はJLPGAツアー公式戦「LPGAツアーチャンピオンシップリコーカップ」を含めて2勝、賞金ランク4位。
JLPGA会員制度改正に伴い「2017年サイバーエージェントレディスゴルフトーナメント優勝」の資格で同会入会を申請し、同時期に申請したイ・ミニョンと共に2017年6月1日付けでJLPGA89期生（インターナショナルプロフェッショナル会員）となる。また同年はJLPGAツアー公式戦「ワールドレディスチャンピオンシップ サロンパスカップ」と前述の「サイバー～」を含めて3勝、賞金ランク4位。
2018年は賞金ランク29位で、この年まで4年連続賞金シード入りを果たす。
2019年は賞金ランク56位（シード選手確定時点では55位）に終わり賞金シード入りを逃したが、2017年の公式戦優勝による3年シードがあるため、2020年シーズンもJLPGAツアーのシード選手として参戦できる。
統合シーズンとなった2020-21年は賞金ランク81位でシード権を失うこととなり、同年限りでの引退を発表。
引退後はYouTubeチャンネルを開設し、YGエンターテインメント傘下の芸能事務所YG KPlusに所属。

## 出演

### テレビ番組
- 夢対決!とんねるずのスポーツ王は俺だ!「2017夏の決戦スペシャル」（2017年7月17日）[23]